# 前棘假革單棘魨
前棘假革單棘魨，為輻鰭魚綱魨形目鱗魨亞目單棘魨科的其中一種，印度西太平洋熱帶及亞熱帶海域，棲息深度1-55公尺，體長可達19公分，棲息在河口區、沙泥底質或礁石區水域，生活習性不明。